# Kapitan fregate (Bundesmarine)
Kapitan fregate (izvirno nemško Fregattenkapitän; okrajšava: FKpt; kratica: FK) je častniški čin v Bundesmarine (v sklopu Bundeswehra). Čin je enakovreden činu polkovnika (Heer in Luftwaffe) in specialističnima činoma Flottenarzta (vojaška medicina) ter Flottenapothekerja (vojaška farmacija).
Nadrejen je činu kapitana korvete in podrejen činu kapitana. V sklopu Natovega STANAG 2116 spada v razred OF-4, medtem ko v zveznem plačilnem sistemu sodi v razred A14-15.
Večina kariernih pomorskih častnikov se upokoji s tem činom, katerega pridobijo po 17 letih službovanja.

## Oznaka čina
Oznaka čina, ki je sestavljena iz dveh debelejših zlatih črt, ene ožje zlate črte, ene debelejše zlate črte in ene zlate zvezde, je v dveh oblikah: narokavna oznaka (na spodnjem delu rokava) in naramenska (epoletna) oznaka.
Galerija
- Narokavna oznaka
- Naramenska (epoletna) oznaka